# Bădăcin
Bădăcin – wieś w Rumunii, w okręgu Sălaj, w gminie Pericei. W 2011 roku liczyła 748 mieszkańców.